# Ahwa
Ahwa är en ort i Indien.   Den ligger i distriktet The Dāngs och delstaten Gujarat, i den centrala delen av landet, 900 km söder om huvudstaden New Delhi. Ahwa ligger 474 meter över havet och antalet invånare är 14 321.
Terrängen runt Ahwa är kuperad åt sydväst, men åt nordost är den platt. Runt Ahwa är det ganska tätbefolkat, med 116 invånare per kvadratkilometer. Ahwa är det största samhället i trakten. I omgivningarna runt Ahwa växer huvudsakligen savannskog.